# Elusa dinawa
Elusa dinawa là một loài bướm đêm trong họ Noctuidae.